# Rzeki atmosferyczne

Animacja czasowa kilku rzek atmosferycznych czerpiących parę wodną z obszarow tropikalnych i przenoszących ją na Pacyfiku na zachodnie wybrzeże Stanów Zjednoczonych. Rysunek pokazuje całkowitą ilość pary wodnej w kolumnie atmosferycznej nad powierzchnią ziemi.

Rzeki atmosferyczne (AR) – stosunkowo wąskie korytarze o szerokości od 400 do 1000 kilometrów podwyższonej wilgotności w atmosferze. Rzeki te transportują ogromne ilości pary wodnej z obszarów tropikalnych lub regionów o dużej zawartości pary wodnej pobieranej najczęsciej z powierzchni ciepłego oceanu. Przepływ w rzekach atmosferycznych zachodzi stosunkowo blisko ziemi w dolnym prądzie strumieniowym około 700hPa. Gdy rzeka atmosferyczna napotyka przeszkody, takie jak pasma górskie, powietrze jest zmuszane do wznoszenia się, ochładzania i kondensacji, co prowadzi do powstawania chmur i opadów. Z rzekami atmosferycznymi związane są czasami ekstremalne opady i powodzie. Rzeki atmosferyczne maja często ponad 2000 kilometrów długości.

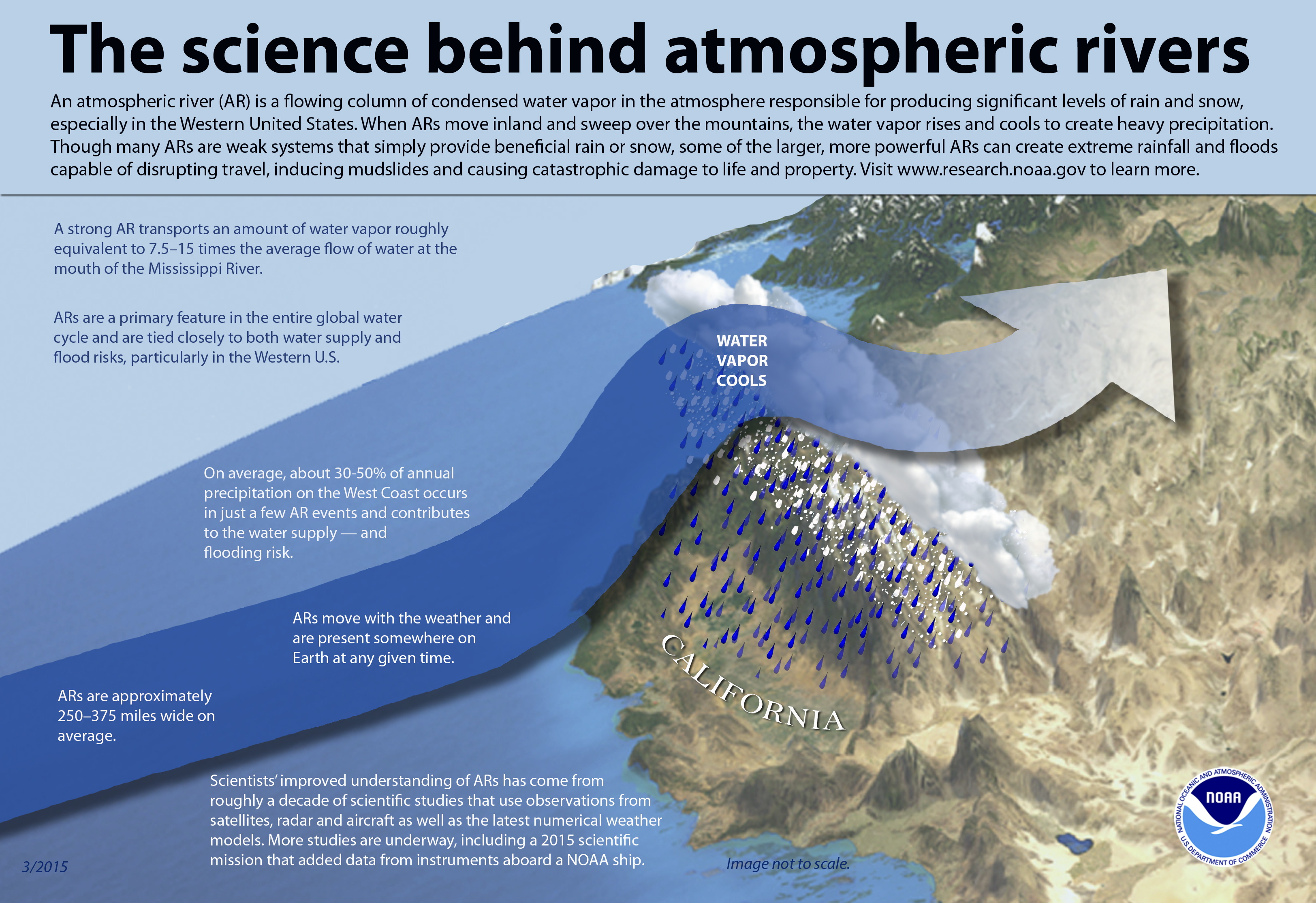
Poglądowy rysunek transportu pary wodnej w rzece atmosferycznej i jej oddziaływanie z pasmem górskim

## Ciepły pas transmisyjny
Ciepły pas transmisyjny (ang. Warm Conveyor Belt, WCB) jest ważnym składnikiem systemów pogodowych w średnich szerokościach geograficznych. Ten prąd transportuje ciepłe, wilgotne powietrze znad powierzchni wody w ciepłym sektorze niżu w kierunku biegunowym. W miarę jak powietrze wznosi się wzdłuż nachylonej powierzchni frontu, ochładza się i kondensuje, często prowadząc do powstania chmur i opadów.  Niektóre rzeki atmosferyczne mogą być traktowane jako część lub być blisko związane z ciepłym pasem transmisyjnym niżu pozazwrotnikowego. Kluczowym wskaźnikiem intensywności transportu wilgoci w przypadku rzek atmosferycznych jest zintegrowany transport pary wodnej (IVT). W badaniach AR często uznaje się, że wartość IVT przekraczająca 250 kg/m/s oznacza obecność rzeki atmosferycznej. 

## Ekspres ananasowy
Ekspres ananasowy (ang. Pineapple Express) jest specyficznym rodzajem rzeki atmosferycznej, która zaczyna się w pobliżu Hawajów i przemieszcza się w kierunku zachodniego wybrzeża Ameryki Północnej. Nazwa pochodzi od miejsca jej pochodzenia w pobliżu Wysp Hawajskich, gdzie uprawiane są ananasy. 